# Hystrix pumila
Їжатець філіппінський (Hystrix pumila) — вид гризунів із родини їжатцеві (Hystricidae) роду Їжатець (Hystrix).

## Морфологія
Загальна довжина: 49–60 см. Довжина хвоста: 4–11 см. Вага: 3,8–5,4 кг.
Щільно покритий шипами по всьому тілу. Тварина від темно-коричневого до чорного кольору на верхній частині тіла, блідіша з боків, і білувата на нижніх частинах. Короткий хвіст має спеціалізовані шипи, або «голки», які є порожніми поблизу вершини. Коли вони вібрують то виробляють брязкання. Цей їжатець має дуже маленькі очі й вуха. Передні кінцівки мають чотири добре розвинені пальці, кожен з товстим кігтем, задні ноги мають п'ять пальців. Всі кінцівки покриті грубими щетиноподібними волосками.

## Середовище проживання
Ареал цього виду їжатця обмежений філіппінськими островами Палаван та Бусуанга. Мапу поширення див. тут:  [Архівовано 25 січня 2010 у Wayback Machine.]. Зустрічається в низинних первинних і вторинних лісах. 

## Стан популяцій
Вид визнано МСОП як "вразливий" на основі прогнозу того, що популяція буде згасати більш ніж на 30% протягом найближчих трьох поколінь. Така оцінка базується на темпах втрати лісів, і також на оцінках вилучення з природи їжатців для утримання як домашніх тварин та загалом для торгівлі дикими тваринами, що підтверджують і результати недавніх досліджень щодо згасань популяцій в Палавані (за ). Ці оцінки зроблено 2008 року. Попередній статус за МСОП: 1996 рік – "Lower Risk/least concern".

## Поведінка
Живиться рослинною їжею. Активність проявляє в нічний час. Протягом дня спочиває у земляних печерах, скельних тріщинах і під деревами, що впали; часто по дві, рідко по одній чи три тварини на одне лігво; погано лазить по деревах. 
Народжують одного або двох дитинчат, після періоду вагітності близько 100 днів.